# J. Paul Getty
Jean Paul Getty, eller J. Paul Getty, född 15 december 1892 i Minneapolis i Minnesota, död 6 juni 1976 på Sutton Place i Surrey i Storbritannien, var en amerikansk oljemagnat och konstsamlare, grundare och ägare av oljebolaget Getty Oil.
Getty var en av världens första dollarmiljardärer och under lång tid en av de mest förmögna personerna i världen.
Han var en entusiastisk konstsamlare, speciellt av föremål från antiken och renässansen. Han testamenterade en stor del av sin ansenliga förmögenhet till ett museum som skulle samla denna konst och visa den för allmänheten. Museet heter J. Paul Getty Museum (ofta endast kallat Getty Museum). Under den första tiden inhystes konstsamlingarna i en stor villa i medelhavsstil som Getty förvärvat i kullarna i Topanga, mellan Santa Monica och Malibu i Kalifornien. På 1990-talet byggdes ett nytt museum, i strikt modern stil, en bit därifrån, i Brentwood. Det heter Getty Center och är idag Los Angeles förnämsta konstmuseum och en av världens främsta samlingar av speciellt antik och renässanskonst.
Getty var gift fem gånger och hade fem barn. Hans äldsta barnbarn, John Paul Getty III, kidnappades 1973 av den italienska maffian 'Ndrangheta från Kalabrien. De krävde 17 miljoner amerikanska dollar i lösesumma som sänktes till 5,5 efter en månad, efter ytterligare två månader var summan 2,8 men familjen vägrade betala denna summa och då skar kidnapparna av hans högra öra och skickade det med post till en italiensk dagstidning. Då gick familjen med på att betala 2,8 miljoner dollar och Gettys sonson släpptes fri. Av händelsen gjordes 2017 en film, All the Money in the World, med Christopher Plummer som J. Paul Getty. Pojken fick svåra psykiska problem efter kidnappningsdramat och var under slutet av sitt liv delvis förlamad och synskadad på grund av alkohol- och drogmissbruk. Sonsonen avled 2011.
Getty köpte också ett slott i tudorstil, Sutton Place i Surrey, där han avled 1976.